# Muzej Wallraf-Richartz
Wallraf-Richartz muzej (nemško Wallraf-Richartz-Museum & Fondation Corboud) je eden od treh velikih muzejev v Kölnu v Nemčiji. Muzejska zbirka likovne umetnosti obsega dela od srednjega veka do začetka dvajsetega stoletja.

## Zgodovina
Muzej sega v leto 1824, ko je obsežna zbirka srednjeveške umetnosti Franza Ferdinanda Wallrafa prišla v mesto Köln z dedovanjem. Prvo stavbo je podaril Johann Heinrich Richartz in muzej so odprli leta 1861. 
Zbirka se je redno širila z donacijami, predvsem s Haubrichovo zbirko sodobne umetnosti leta 1946. Leta 1976, ob darovanju gospoda in gospe Ludwig, se je zbirka razdelila. Novi Muzej Ludwig je prevzel umetnost 20. stoletja.
Sedanjo zgradbo iz leta 2001, v bližini kölnske mestne hiše, je oblikoval Oswald Mathias Ungers. Tudi v letu 2001, je švicarski zbiralec Gérard Corboud dal muzeju v stalno posojo impresionistično in postimpresionistično zbirko. Muzej je nato dodal imenu še "Fondation Corboud".

## Zbirke

### Gotska zbirka
Ustanovitelj muzeja, Ferdinand Franz Wallraf, je med sekularizacijo zbral oltarne podobe oskrunjenih cerkva in samostanov. Njegova zbirka je temelj srednjeveškega dela muzejskih zbirk. V zbirki so mojstri: brata Sulpiz in Melchior Boisserée, Stephan Lochner, Mojster sv. Veronike, Mojster sv. Lovrenca, Georg Legend, Mojster legende sv. Jurija, Mojster Jernejevega oltarja, Mojster legende sv. Uršule in mnogi drugi slikarji t.i. Kölnske šole.
Med gotskimi slikami v zbirki muzeja Wallraf-Richartz je tudi slika Marija v rožnem vrtu delo Stefana Lochnerja, ki je živel v Nemčiji med 1410 in 1451 in večidel delal v Kölnu. Velja za poznogotskega slikarja. Njegovo delo ima po navadi čist videz, ki združuje gotsko pozornost dolgo tekočih linij z barvami in flamski vpliv realizma ter pozornost do detajlov. Ta slika je tipična za njegov slog. Narejena je bila okoli 1450 in prikazuje Marijo in otroka sredi cvetoče pergole, in odraža Lochnerjevo značilnost, otroške angele.

### Renesančna zbirka
Wallraf-Richartz-Museum hrani oltarno sliko (1515) iz cerkve Veliki sv. Martin v Kölnu, ki je ena izmed redkih znanih deli Jacoba van Utrechta. Druga zgodnja renesančna dela v zbirki so Čaščenje otroka, Hieronymus Bosch in Jabachov oltar, Albrecht Dürer

### Baročna zbirka
Baročna zbirka kaže zelo dober prerez umetniške produkcijo od približno 1550 dalje. En poudarek je zbirka slikarstva severne Nizozemske. Zastopani slikarji so Rembrandt (avtoportret), Maarten van Heemskerck, Gerrit van Honthorst, Jan Victors, François Boucher, Paris Bordone, Peter Paul Rubens (Juno in Argus, 1610) in Anthonis van Dyck, Nicolas de Largillierre, Jean-Honoré Fragonard, Marguerite Gérard in Giambattista Pittoni.
- Peter Paul Rubens: Juno in Argus, 1610
- Peter Paul Rubens: Čudežni ribolov, 1610
- Jacob Jordaens: Vklenjeni Prometej, 1640
- Rembrandt van Rijn: Avtoportret kot Zeuxis, 1668
- François Boucher: Svetlolasa odaliska, 1751

### Zbirka impresionistov
V zbirki je razvoj umetnosti 19. stoletja, ki je sledljiv na dobrih primerih. S konca 18. stoletja (Jakob Philipp Hackert, Johann Christian Reinhart, Joseph Anton Koch) se razteza čez lok nemške zgodnje in pozne romantike (Caspar David Friedrich, Carl Blechen, Gerhard von Kügelgen) do Nazarencev (Eduard Bendemann, Julius Schnorr von Carolsfeld). Obsežno zbirko v Kölnu ima slikar Wilhelm Leibl. Muzej prikazuje tudi slikarje: Gustave Courbet, Max Liebermann in slikarstvo in kiparstvo simbolike: Arnold Böcklin, Franz von Stuck, Marianne Stokes, James Ensor, Edvard Munch in opazne skulpture med drugim: Jean-Antoine Houdon, Rudolph Schadow, Pierre-Auguste Renoir, Auguste Rodin.
- Pierre-Auguste Renoir, Les fiancés, 1868
- Édouard Manet, Šopek špargljev, 1880
- Max Liebermann, Die Rasenbleiche, 1882
- Vincent van Gogh, Most pri Arlesu, 1888

### Grafična zbirka
Grafična zbirka obsega okoli 75.000 umetniških del na papirju, vključno z vrhunsko miniaturo na pergamentu, zanimivimi risbami in slikami na papirju in lepenki, več skicirk in številnih pomembnih natisov v različnih tehnikah. Zajemajo obdobje od srednjega veka do 20. stoletja. Med njimi so umetniki, kot so Leonardo da Vinci, Rafael, Albrecht Dürer, Luca Cambiaso, Hendrick Goltzius, Rembrandt, Caspar David Friedrich, Philipp Otto Runge, Karl Friedrich Schinkel, Carl Spitzweg, Anselm Feuerbach, Edvard Munch, Max Liebermann, Lovis Corinth in Auguste Rodin, če jih naštejemo le nekaj. Posebno omembo si zasluži tudi zapuščina arhitekta Jacquesa Ignaca Hittorffa, okoli 7500 kosov, ki ponujajo pogled na mednarodno arheologijo, arhitekturo in urbano oblikovanje 19. stoletja. Seveda so tu tudi drugi pomembni umetniki, kot sta Louis-François Cassas ali Jean-Baptiste Lepere. V grafičnem kabinetu v Muzeju (risbe in grafike), si lahko ogledamo serijo z naslovom "Der ungewisse Blick", redne manjše razstave o različnih temah s področja predmeta umetnosti na papirju.

## Odkrit Monetov ponaredek
14. februarja 2008 je Wallraf-Richartz muzej sporočil, da je bila Na bregovih Sene pri Port Villez, pripisana Claude Monetu, ponaredek. Odkritje je nastalo ob pregledu slike restavratorjev pred prihajajočo razstavo impresionistov. X-ray in infrardeče testiranje je pokazalo, da je bila na platno nanesena "brezbarvna snov", da bi bilo videti starejše. Slika je bila pridobljena v muzej leta 1954. V muzeju, ki bo ohranilo ponaredek, je še vedno pet avtentičnih Monetovih slik.

## Galerija
- Hieronymus Bosch: Čaščenje deteta, ok. 1568 ali pozneje
- Gerard van Honthorst, Čaščenje pastirjev, 1622
- Rubens: Sveta družina, 1634
- Marianne Stokes, Melisande (Stokes), 1895-1898